# Chemawawin 2
Chemawawin 2 är ett reservat i Kanada.   Det ligger i provinsen Manitoba, i den sydöstra delen av landet, 1 900 km väster om huvudstaden Ottawa. Chemawawin 2 ligger vid sjön Onuhupeewin Lake.
I omgivningarna runt Chemawawin 2 växer i huvudsak blandskog. Trakten runt Chemawawin 2 är nära nog obefolkad, med mindre än två invånare per kvadratkilometer.